# 朱百年
朱百年（368年—454年），会稽郡山阴县（今浙江省绍兴市）人，东晋、南朝宋隐士。
朱百年是右卫将军朱恺之的孙子、揚州主簿朱濤的儿子。父亲去世后，服丧完毕，携妻子孔氏入会稽南山，以伐樵采箬为生業。每每以木材箬叶放在道端，被行人所取，第二天还是如此，有人很奇怪。后来知道是隐士朱百年所卖，于是留钱取木材箬叶而去。朱百年喜欢飲酒，到山阴县为妻子买缯彩綾絹三五尺，有时因酒醉而丢失。能言说道理，善于詠詩，往往有高言壮語。会稽郡命他为功曹，揚州召他为从事，举秀才，朱百年都不就任。他躲避士人，只是和同乡孔覬交友，二人经常对饮尽欢。
朱百年被任命为太子舍人，没有就任。颜竣担任東揚州刺史，给他谷物五百斛，朱百年不受。孝建元年（454年）在山中去世。享年八十七岁。編纂文集二卷，通行当時。蔡興宗担任会稽郡太守，给孔氏米一百斛，孔氏派婢女到郡至奉辞固让、当時人把她比作梁鸿之妻。